# Cozmești (Vaslui)
Cozmeşti é uma comuna romena localizada no distrito de Vaslui, na região de Moldávia. A comuna possui uma área de 42.47 km² e sua população era de 2484 habitantes segundo o censo de 2007.